# James F. Hanley
James F. Hanley, född 17 februari 1892 i Rensselaer, Indiana, död 8 februari 1942 i Douglaston, Queens, var en amerikansk kompositör. Han gick i skola i Champion College och i The Chicago Musical College. Efter att ha deltagit i armén i första världskriget, började Hanley att skriva Broadwaysånger, inklusive "Jim Jam Jems", "Spice of 1922", "Big Boy", "Honeymoon Lane" och "Sidewalks of New York".
Han arbetade med flera olika artister, mest noterbara:
- Buddy DeSylva
- Edward Madden
- Eddie Dowling
- Percy Wenrich
- Theodore Morse
- Ballard MacDonald

Några av hans sånger är:
- "Back Home in Indiana"
- "The Little White House (At the End of Honeymoon Lane)"
- "Gee, But I Hate to Go Home Alone"
- "Rose of Washington Square"
- "Second Hand Rose"
- "No Foolin’"
- "Little Log Cabin of Dreams"
- "Just a Cottage Small by a Waterfall"
- "Sleepy Valley"
- "Indiana"
- "Zing! Went the Strings of My Heart"
- "Breeze (Blow My Baby Back to Me)"
- "Dig a Little Deeper"
- "I’m a Lonesome Little Raindrop"
- "Half a Moon"
- "Jersey Walk"
- "Mary Dear"
- "Wherever You Are"
- "Dreams for Sale"

Hanley blev invald i Songwriters Hall of Fame år 1970.